# Anthony J. Hederman
Anthony James Hederman (* 11. August 1921 in Naas, County Kildare; † 10. Januar 2014 in Blackrock, Dublin) war ein irischer Rechtsanwalt (barrister), Mitglied der Fianna Fáil, Attorney General of Ireland (Generalstaatsanwalt) sowie Richter.

## Biografie
Hederman wuchs in Naas auf. Seine Schwester ist Miriam Hederman O’Brien, ebenfalls Rechtsanwältin (1932–2022) und Kanzlerin der University of Limerick.
Hederman ging mit dem späteren Taoiseach Liam Cosgrave zur Schule. Er studierte Rechts- und Politikwissenschaften am University College Dublin und wurde 1944 zum Rechtsanwalt (Barrister) zugelassen. In der Amtszeit von Taoiseach Jack Lynch wurde Hederman am 6. Juli 1977 zum Generalstaatsanwalt (Attorney General) ernannt. Er blieb dies auch in der ersten Regierung Haughey. Mit dem Ende der Regierungszeit Haugheys wurde Hederman zum Richter am Supreme Court ernannt. 1993 schied er aus dem Richteramt aus. Von 1992 an war er Vorsitzender der Law Reform Commission.